# ティートックレコーズ
株式会社ティートックレコーズ（T-TOC RECORDS）は、日本の東京都渋谷区恵比寿に本社を置く音楽事業会社である。

## 概要
2004年11月29日に設立。一般的なレコード会社と同じような制作・販売に加え、新人の発掘・育成、「ティー・リファレンス」部門での高品質のオーディオケーブルの開発・販売、音楽イベントの企画・運営を行っている。また、クラシックの演奏会やジャズのライブ録音を請け負っている。2006年のアルバム『秋吉敏子 渡米50周年 日本公演』のリリースをきっかけに、ジャズ・レーベルとしての認知度が高まった。
アルバム『秋吉敏子 渡米50周年 日本公演』リリース後に、ピアニストの秋吉敏子がNEAジャズ・マスターズを受賞。レコーディング・エンジニアの金野貴明は東久邇宮記念賞、第一回東久邇宮文化褒賞を受賞、作品も『スイングジャーナル』誌の「ゴールドディスク」、「日本ジャズ特別賞」、第19回ミュージックペンクラブ賞/ポピュラー部門・日本人アーティスト「最優秀作品賞」、第1回「ジャズオーディオ大賞」第9位、第1回「プレイボーイ・ジャズ大賞」第2位をそれぞれ受賞した。
2008年5月「社団法人日本レコード協会」に加盟。
2011年東日本大震災後、「世界中からの支援に対し被災地から“ありがとう”の感謝の想いを届けるプロジェクト」を立ち上げ。岩手・宮城・福島・千葉・茨城の5県12箇所の被災地で歌い手の一般公募を集い、“被災地発信ソング「未来への扉」”を被災地在住700人の大合唱でCD化。 CD売上は、被災地から世界中の貧困に苦しむ子供たちへ向け寄付。
2011年12月、高音質レコーディング・スタジオ「ティートックスタジオ」を茨城県常総市に建設。※2020年12月内装リニューアル。

## 関係アーティスト、リリースCDなど
2006年
- 秋吉敏子 : 『秋吉敏子 渡米50周年 日本公演』

2007年
- ケイコ・ボルジェソン : 『À LA EBISU、NOT ALONE』

2021年
- Piano Pample : 『オルガンヒーロー』
- 山本茉莉奈 : 『星めぐりの旅』
- パグミー : 『With you』
- 兵藤佐和子 : 『Beyond the Sky（ビヨンド・ザ・スカイ）』
- 上長根明子 : 『Prayer(プレイヤー)』
- 田村賢太郎 : 『(Wind Green)』
- 天音 : 『Tao~心の静寂~』
- 里見紀子 : 『Duke String Quartet』
- 渡邊香澄 : 『伝えたい箏 III』
- 下條恵理子 : 『クラシックピアノ 《人生で聴いておきたい名曲》』
- 山口美智代 : 『スタンド・バイ・ユー』
- 坂本千恵 : 『DANCING（ダンシング）』
- 小坂理江 : 『ソン・ダス・コルダス 弦のおと』
- 安達真理 : 『組曲＆パルティータSuites & Partita』
- 海野幹雄 : 『白鳥~珠玉のチェロ小品集～』
- 津軽三味線☆三絃士 : 『biginning （ビギニング）』
- 遠藤律子 : 『SWAN LAKE （スワン・レイク）』
- 助川太郎 : 『Requie-mundo（レクイエムンド）』
- 渡邊香澄 : 『絃-いと-』
- 江澤 茜 : 『Thaw』
- 邊見美帆子 : 『HARP SRECTACLE （ハープ・スペクタクル）』

2022年
- R1SA : 『CROWN （クラウン）』
- 坂野尚子 : 『You Don't Know What Love Is』
- GARBO（ガルボ） : 『So in love ~魅惑の映画音楽~』
- 西谷牧人 : 『STORY（ストーリー）』
- 寺屋ナオ : 『5th avenue』

## 主な受賞歴
- 2006年：『秋吉敏子 渡米50周年 日本公演』　スイングジャーナル選定「ゴールドディスク賞、2006年度ジャズディスク大賞「日本ジャズ賞特別賞」、東久邇宮文化褒賞(日本の三大宮様勲章)」受賞
- 2009年：『彩花-iroha-/Dear Souls』スイングジャーナル選定「ゴールドディスク賞」、2009年度ジャズディスク大賞「最優秀録音賞」受賞。
- 2009年：『マーサ三宅(ジャズヴォーカルの神様)/Softly as I Leave You』ミュージックペンクラブ「最優秀録音・録画賞」受賞。
- 2010年：『KBS TRIO/What am I here for(オスカーピーターソンの後継者ベニーグリーン参加)』スイングジャーナル選定「ゴールドディスク賞」受賞。
- 2010年：『KANKAWA/ORGANIST』ポーランド最高峰「2011ベストレコーディングディスク」選抜、「ジャズオーディオ大賞」受賞。
- 2020年：『里見紀子/至上の愛』ジャズジャパン2019アワード「高音質ソフト部門最優秀録音賞」受賞
- 2022年：『遠藤律子ピアノトリオ/スワンレイク』ジャズジャパン2021アワード「高音質ソフト部門最優秀録音賞」受賞

オーディオ関連開発
- 2016年：『ハイディフィニション・ケース（音質改善ディスクケース）』オーディオ銘機賞「金賞」受賞
- 2017年：『ハイディフィニション・ケース（音質改善ディスクケース）』オーディオ銘機賞「金賞」受賞